# Kullsveden
Kullsveden is een plaats in de gemeente Säter in het landschap Dalarna en de provincie Dalarnas län in Zweden. De plaats heeft 111 inwoners (2005) en een oppervlakte van 42 hectare.